# Lagbyrån (1895)
Lagbyrån var i Sverige en kommitté inom Justitiedepartementet med uppdrag att utarbeta lagförslag. Den var verksam 1895–1902.
Nya lagberedningen hade 1884 avgivit ett omfattande förslag om rättegångsväsendets ombildning. Detta hade därefter granskats av Förstärkta lagberedningen, som avgav sitt utlåtande 1887. Reformeringen av processrätten kunde dock inte fullföljas, eftersom propositionen förkastades i andra kammaren. Misslyckandet med reformeringen av processrätten påverkade lagberedningens ställning och gjorde det svårt att tillsätta ordförandeposten. Kungl. Maj:t föreslog därför i en proposition till 1894 års riksdag att lagberedningen skulle ersättas av en lagbyrå inom Justitiedepartementet. Från och med 1895 bedrevs åter lagarbetet av denna lagbyrå, som utarbetade åtskilliga lagförslag på olika områden. De flesta av dem ledde till lagstiftning, bland annat angående ändring i vissa delar av giftermålsbalken 1898 och om ändring i vissa delar av rättegångsbalken 1901.
Lagbyrån upphörde med utgången av år 1902. Den ersattes av Lagberedningen. Därmed skedde en återgång till den ordning, med ett från Justitiedepartementet självständigt organ, som hade gällt före 1895.